# 돈 하비
돈 하비(Donald Patrick Harvey, 1960년 5월 31일 ~ )는 미국의 배우이다.

## 출연 작품

### 영화
- 크립쇼 2 (1987)
- 언터처블 (1987)
- 비스트 (1988)
- 달콤한 파계 (1988, After School)
- 여덟명의 제명된 남자들 (1988)
- 전쟁의 사상자들 (1989) - 토머스 E. 클라크 상등병 역
- 다이하드 2 (1990) - 가버 역
- 허드슨 호크 (1991) - 스니커스 역
- 특명 작전 (1991, Mission of the Shark: The Saga of the U.S.S. Indianapolis)
- Prey of the Chameleon (1992)
- 초보 형사 JJ (1994, The Glass Shield)
- 붉은 전사 (1994)
- 탱크 걸 (1995)
- 벼락맞은 남자 (1995, Saved by the Light)
- 린드버그 유괴사건 (1996, Crime of the Century)
- 라스트 댄스 (1996)
- 씬 레드 라인 (1998) - 폴 베커 병장 역
- 미녀 사기꾼 (1998, The Con)
- 에디 머피의 라이프 (1999) - 빌리 밥 역
- 배트맨 - 돌아온 조커 (2000) - 애니메이션
- 그녀는 날 싫어해 (2004)
- Corn (2004)
- Swimmers (2005)
- 아나모프 (2007, Anamorph)
- Bernard and Doris (2008)
- Frame of Mind (2008) - 젱킨스 요원 역
- 퍼블릭 에너미 (2009)
- Go for Sisters (2013)
- Holy Ghost People (2013) - 셔먼 역
- 노아 (2014) - 민 삼촌 역
- 더 프린스 (2014) - 라일리 역
- 바이스: 범죄도시 (2015)
- 시크릿 인 데어 아이즈 (2015) - 피에로 역
- 테이큰 3 (2015) - 가르시아 역
- Carbon Canyon (2016)
- Dr. Del (2016)
- 스몰 타운 크라임 (2017, Small Town Crime)

### 텔레비전
- 배트맨 비욘드 (1999-2000)
- 더 듀스 (2017-19)